# آرشاویر قازاریان (همه‌گیرشناس)
آرشاویر قازاریان (ارمنی: Արշավիր Պետրոսի Ղազարյան؛  زادهٔ ۲۲ مهٔ ۱۸۹۶ - درگذشته ۲۱ ژانویهٔ ۱۹۸۱) همه‌گیرشناس اهل ارمنستان بود.

## زندگی‌نامه
وی در ۲۲ مهٔ ۱۸۹۶ در اولتی به دنیا آمد و از دانشگاه پزشکی دولتی ایروان فارغ‌التحصیل گشت. همچنین برندهٔ جوایزی همچون نشان لنین و  نشان پرچم سرخ کار شده‌است. وی در ۲۱ ژانویهٔ ۱۹۸۱ در سن ۸۴ سالگی در ایروان درگذشت.